# St Mary’s Church (Ladykirk)

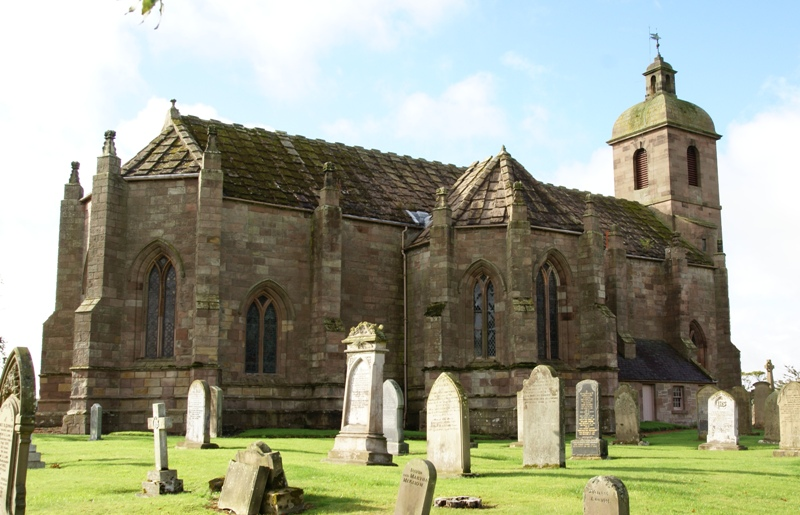
St Mary’s Church

Die St Mary’s Church, auch Ladykirk Parish Church, ist ein Kirchengebäude der presbyterianischen Church of Scotland. Es liegt in dem schottischen Weiler Ladykirk in der Council Area Scottish Borders. 1971 wurde das Bauwerk in die schottischen Denkmallisten in der höchsten Denkmalkategorie A aufgenommen.

## Geschichte
Möglicherweise ließ der schottische König Jakob IV. die Kirche errichten, nachdem er 1497 von einem erfolgreichen Feldzug gegen England zurückkehrte. Auf der nahegelegenen Norham Bridge soll Jakob vom Pferd gefallen sein und aus Dankbarkeit, nicht ertrunken zu sein, eine der Heiligen Maria geweihte Kirche verfügt haben. Die St Mary’s Church wird oftmals mit der Kirk of Steill identifiziert, für welche sich 1500, dem Baujahr der Kirche, Ausgaben in den königlichen Büchern finden. Da im Erdreich unterhalb des Gebäudes Skelette gefunden wurden, wird angenommen, dass sich am Standort ein Vorgängerbauwerk befand.

## Beschreibung

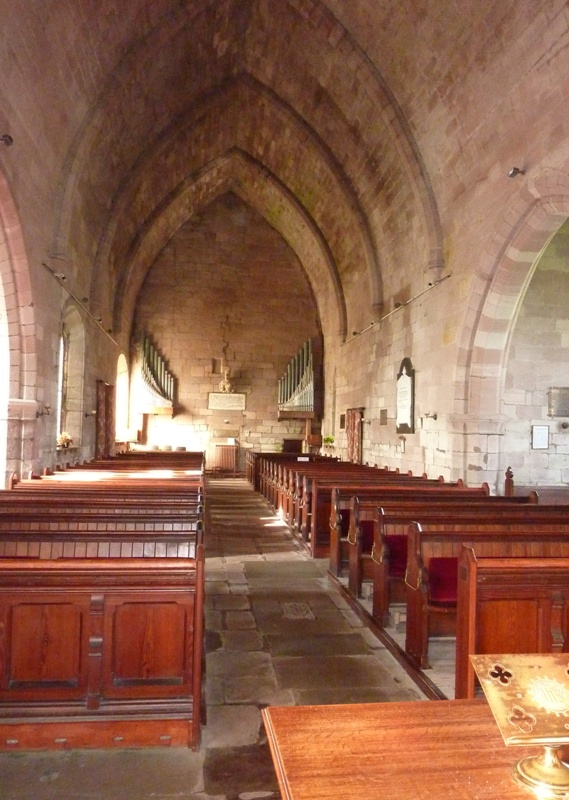
Innenraum

Die St Mary’s Church steht inmitten des umgebenden Friedhofs am Nordwestrand der Streusiedlung Ladykirk. Rund 300 m südlich verläuft der Tweed, der an dieser Stelle die englisch-schottische Grenze markiert. Auf der gegenüberliegenden Seite befindet sich die Festung Norham Castle.
Das spätgotische Bauwerk wurde über die Jahrhunderte nur wenig verändert und zählt damit zu den wenigen gotischen Bauwerken in Schottland, die noch weitgehend im Originalzustand erhalten sind. Die einschiffige Kirche weist einen kreuzförmigen Grundriss auf. Ungewöhnlich ist, dass nicht nur der Chor, sondern auch das Querschiff mit Apsiden schließt. An der Westseite schließt sich ein Glockenturm mit quadratischem Grundriss an. Ein flankierender, runder Treppenturm wurde offensichtlich nicht vor dem 18. Jahrhundert fertiggestellt.

## Nachreformatorische Pfarrer bis 1896
- Andrew Winsister (1576–1585)
- John Home (1607–?)
- David Hume (1635–1650)
- William Graufurd (1651–1690)
- William Gullan (1694–1697)
- Samuel Kilpatrick (1697–1711)
- George Ridpath (1712–1740)
- John Todd (1741–1786)
- David Mill (1788–1800)
- George Todd (1801–1819)
- George Home Robertson (1819–1842)
- William A. Corkindale (1842–1845)
- John Stevenson (1855–1859)
- William Dobie (ab 1859)

Quelle: